# Hey (chanson)
Pour les articles homonymes, voir Hey.
Singles de Lil Jon
Ms. Chocolate
(2010) Turbulence
(2011)
Singles par 3OH!3
Double Vision
(2010) Touchin' on My
(2011)
Hey est un single de Lil Jon en featuring avec 3OH!3. Il est issu de l'album de Lil Jon sorti en 2010, Crunk Rock et est sorti en tant que second single officiel. Il figure également sur la bande-originale de Jersey Shore.

## Clip
Le clip a été filmé à Hollywood et inclut des scènes de Jersey Shore. Le groupe 3OH!3 apparait également dans la vidéo. Celle-ci est sortie le 26 août 2010.

## Performance commerciale
Hey débuta à la 70e place au Billboard Hot 100 bien avant la sortie de l'album et bougea à la 62e place la semaine suivante avant de retomber dans le Hot 100. La chanson débuta à la 46e place du classement Hot Digital Songs puis se plaça à la 33e place lors de la seconde semaine.
| Chart (2010)                     | Meilleure position |
| -------------------------------- | ------------------ |
| U.S. Billboard Hot 100           | 62                 |
| U.S. Billboard Hot Digital Songs | 33                 |
| Canadian Hot 100                 | 48                 |

,